# King Africa
I King Africa sono un gruppo musicale argentino.
Il gruppo è molto conosciuto in America Latina per la loro musica, che divennero successi nei Paesi stranieri al di fuori dell'America Meridionale, tra cui la famosa La bomba, cover degli Azul Azul diventata un celebre ballo di gruppo.

## Storia del gruppo
Dopo essere stati contattati dai dj Ezequiel Deró e Tuti Gianakis per registrare una traccia per l'antologia dance DJ Deró Vol. 1 (E-O-E) nel 1992, destinata a ricevere recensioni positive, il gruppo pubblicò un secondo singolo, Póntelo, Pónselo, al quale seguì, nel 1993, il primo album in studio El Africano.
Il disco, che mischia sonorità caraibiche a un pop-rap ballabile, contiene Salta, che ricevette il certificato di platino in Cile e Argentina, più altri singoli di successo.
In seguito ad un tour lungo il Sud America, i King Africa vennero nuovamente richiamati da Gianakis grazie a cui entrarono in contatto con la BMG latino americana. Il seguente Al Palo, uscito nel 1994, divenne famoso grazie ad una cover di Carmen Miranda: Mama Eu Quero, qui rinominata Mama Yo Quero.
Nel 2000 pubblicano La Bomba, una cover degli Azul Azul che, dopo aver goduto un primo momento di popolarità nella sola America latina, divenne nota a livello internazionale nell'arco di circa due anni.
Promossa anche grazie alla catena di fast food Burger King con la quale la formazione entrò in contatto, El Humahuaqueño (dall'album Pachanga del 2001) è una versione dance della canzone popolare argentina El Carnevalito. Il brano raggiunse le posizioni alte nelle classifiche di vendita in Spagna divenendo inoltre, secondo le testimonianze, la canzone ufficiale di un non meglio precisato carnevale delle Isole Canarie. Nello stesso periodo pubblicarono Salta 2000, versione alternativa dell'omonimo singolo uscito nove anni prima.

## Discografia

### Album
- 1993 - El Africano
- 1994 - Al Palo
- 1996 - Remix
- 1998 - Animal
- 2000 - La Bomba (Grandes Exitos)
- 2001 - Pachanga
- 2002 - Energia
- 2003 - Buena Onda
- 2004 - Reggaeton Mix
- 2005 - Fiesta VIP
- 2006 - Saturday Night
- 2007 - Bombon (Bombon Asesino)
- 2011 - La Ramona (Exito del Verano)
- 2011 - E O Zumba E

### Singoli ed EP
- 1993 - Strong Me Strong / Salta (con Yellowman)
- 1996 - Cachete, Pechito
- 1996 - E-O-E
- 1996 - Al Palo
- 1998 - El Camaleón
- 2000 - La Bomba
- 2000 - Mamá Yo Quiero
- 2000 - La Bomba RMX + Salta
- 2001 - El Humahuaqueño (Carnavalito.EP)
- 2001 - El Humahuaqueño
- 2001 - Salta
- 2002 - Mete-Mete
- 2002 - Vittorino (con i Los del Río)
- 2002 - Te Ves Buena
- 2002 - Bailando Pump It Up
- 2002 - Carnavalito EP
- 2004 - Golosa